# Glamorous (série télévisée)
Glamorous est une série télévisée en dix épisodes d'environ 44 minutes créée par Jordon Nardino (en) et mise en ligne le 22 juin 2023 sur Netflix.

## Synopsis
Marco, un jeune passionné de maquillage, est embauché comme assistant de la magnat de la beauté Madolyn Addison.

## Distribution

### Acteurs principaux
- Miss Benny (en) (VF : Benjamin Bollen) : Marco Mejia
- Kim Cattrall (VF : Micky Sebastian) : Madolyn Addison
- Jade Payton (en) (VF : Esthèle Dumand) : Venetia Kelaher
- Zane Phillips (en) (VF : Clément Moreau) : Chad Addison
- Michael Hsu Rosen (en) (VF : Alexis Gilot) : Ben
- Ayesha Harris (en) (VF : Alice Taurand) : Britt

### Acteurs secondaires
- Diana Maria Riva (VF : Anne Dolan) : Julia Mejia
- Graham Parkhurst (en) (VF : Jim Redler) : Parker
- Damian Terriquez (en) (VF : Yoann Sover) : Dizmal Failure
- Nicole Power (en) (VF : Marie Bouvet) : Mykynnleigh Williams
- Ricardo Antonio Chavira (VF : Bernard Gabay) : Teddy
- Mark Deklin (VF : Jérémy Bardeau) : James
- Lisa Gilroy (en) (VF : Youna Noiret) : AlyssaSays
- Kaleb Horn (VF : Loïc Hourcastagnou) : Nowhere

### Acteurs invités
- Meher Pavri ː Dana (épisode 1)
- Christopher Di Meo ː Mugger (épisode 3)
- Dylan Corscadden ː Danny ː (épisode 4)
- Dan Lim ː Fitz (épisodes 4, 6 et 7)
- Priyanka (drag queen) (en)ː elle-même (épisodes 5-7)
- Chiquitita ː elle-même (épisodes 5-7)
- Serena Tea ː elle-même (épisodes 5-7)
- Monét X Change ː elle-même (épisode 6)
- Aldrin Bundoc ː Jeffrey (épisode 8)
- Brock Ciarlelli ː Geoffrey (épisode 8)
- Matt Rogers ː Tony (épisode 8)
- Joel Kim Booster ː Cliff (épisode 8)
- Mohsin Sabir ː Raj (épisodes 8-9)
- Aaron Holliday ː Rory (épisode 10)

- Version française
  - Société de doublage : Cinephase
  - Direction artistique : Michèle Dorge
  - Adaptation des dialogues : Iliana Hamel
  - Enregistrement : Axel Huet et Raphael Pangrazzi
  - Mixage : Hugo Brady
  - Montage : Gail Parenteau

 Source et légende : version française (VF) sur RS Doublage, Doublage Séries Database et selon le carton du doublage français télévisuel.

## Production
Le 15 novembre 2023, la série est annulée.

## Épisodes
1. RSVP dès maintenant ! (RSVP Now!)
2. Lieu secret (Secret Location)
3. Au bout de la file (Back of the Line)
4. Uniquement en espèces (Cash Only)
5. Je ne peux rien faire pour vous (I Cannot Accommodate You)
6. Nous sommes complets (We Are at Capacity)
7. Peu importe qui vous connaissez (I Don't Care Who You Know)
8. Vous êtes sur la liste ? (Are You on the List?)
9. Allez-y (Come Thru)
10. N'oubliez pas les pourboires (Tip the Girls)

## Accueil
Pour Hugo Dumas de La Presse, « Dans la nouvelle comédie queer Glamorous de Netflix, l'actrice de 66 ans dégage l'énergie d'une pile 9 V d'un détecteur de fumée qui n'a pas été changée depuis au moins 14 ans. […] En fait, Glamorous souffre de la pauvreté générale de son scénario dilué et rempli de clichés. Et c'est vraiment dommage. Car cette série – à mi-chemin entre Ugly Betty et The Bold Type – braque ses projecteurs sur un arc-en-ciel de personnages issus de la communauté LGBTQ+ et toute forme de visibilité compte en cette période où l'apparition d'une simple drag queen à la télé déclenche une parade de coucous sur Twitter. ».